# Siemensbahn
La Siemensbahn est une ligne de train surélevé de la S-Bahn de Berlin, qui s'étend sur environ quatre kilomètres et demi de Jungfernheide à Gartenfeld. Le nom fait référence à la société Siemens & Halske, qui a construit cette ligne de sa propre initiative entre 1927 et 1929 pour mieux connecter ses usines dans le quartier de Siemensstadt au réseau de la S-Bahn. Après la grève des cheminots du Reich en 1980, le trafic de la S-Bahn a été interrompu. La réactivation est prévue pour l'automne 2029.

## Parcours
La Siemensbahn commence à la gare de Jungfernheide, où elle est connectée à la Ringbahn. De là, elle se dirige vers l'ouest et se détache environ au même niveau que la Ringbahn de la ligne de Hambourg. Contrairement à cette dernière, elle prend la direction du nord en traversant la Spree et atteint d'abord la gare de Wernerwerk. Après cette gare, elle effectue un large virage à 90 degrés, se dirige brièvement vers l'ouest, où se trouve la gare de Siemensstadt (les deux dans le quartier de Siemensstadt), puis prend ensuite la direction nord-ouest. Après un peu plus d'un kilomètre, elle atteint la gare terminus de Gartenfeld dans la localité éponyme de Gartenfeld. Celle-ci a été équipée d'un poste d'aiguillage sur chevalet et d'une installation de remisage à six voies. De la Spreebrücke jusqu'à environ 250 mètres après la gare de Wernerwerk (niveau de la Popitzweg), la ligne est construite en tant que Viaduct, puis elle continue sur environ deux kilomètres en en remblai, et la gare terminus de Gartenfeld est au niveau du sol. Le terrain et les bâtiments de cette gare ont été temporairement utilisés par un centre de jardinage désormais abandonné.

## Construction et exploitation
Dès 1905, le groupe Siemens fit construire une gare privée pour ses employés afin qu'ils puissent rejoindre plus rapidement leur lieu de travail. La gare, ouverte sous le nom de Fürstenbrunn (plus tard Siemensstadt-Fürstenbrunn) sur les lignes de Hambourg et de Lehrte, enregistrait initialement un nombre élevé de passagers, mais restait mal située par rapport au site industriel. De plus, dans les années 1920, le centre de production s'était déplacé vers la partie nord de la Siemensstadt, incitant la direction à chercher une solution alternative. En 1925, Siemens et la Deutsche Reichsbahn-Gesellschaft (DRG) se sont entendues sur la construction d'une nouvelle ligne.
La construction de la tracé et l'équipement des gares furent assurés par la Siemens-Bauunion. Le groupe fournit le terrain. La Reichsbahn devait simplement assurer l'exploitation. Cet accord était aussi possible car le chef du groupe Carl Friedrich von Siemens était simultanément président du conseil d'administration de la DRG.
La construction débuta en 1927 et fut achevée deux ans plus tard. Le trafic put être ouvert le 18 décembre 1929. Les trains fonctionnaient à l'électricité, la grande électrification des lignes urbaines, de ceinture et de banlieue de Berlin était en plein essor. Dans les premières années, les trains roulaient jusqu'à Neukölln ou Papestraße. Le nombre de passagers augmenta considérablement, la ligne étant principalement utilisée par les travailleurs de Siemens. Sur les quelque 90.000 employés que Siemens employait à cette époque rien qu'à Siemensstadt, environ 17.000 utilisaient la S-Bahn qui circulait à un intervalle de cinq minutes pour se rendre au travail.
Un plan d'urbanisme de Albert Speer prévoyait une gare de correspondance à l'extrémité de la ligne. Pendant la Seconde Guerre mondiale, la ligne fut endommagée. Ainsi, le pont sur la Spree juste après le raccordement fut détruit. Dès le 17 septembre 1945, il put être remplacé par un pont provisoire. À cette époque, la Siemens-Güterbahn était déjà temporairement connectée à la gare de Gartenfeld via une rampe en bois, car la Wehrmacht avait fait sauter le pont sur la Spree. Le deuxième rail fut livré à l'Union soviétique comme réparation. Jusqu'au 28 avril 1948, principalement la nuit, le trafic de marchandises s'effectuait sur la voie de la S-Bahn. Ce raccordement resta en place jusqu'en mars 1950, car Siemens réparait des voitures de la S-Bahn pour la Deutsche Reichsbahn.
L'exploitation avec deux voies put recommencer le 3 décembre 1956 après la reconstruction du pont sur la Spree. Les anciennes fréquentations ne furent plus jamais atteintes, car le groupe Siemens, en raison de l'incertitude politique et économique de Berlin-Ouest, avait déjà déplacé ses principaux sièges à Munich et Erlangen fin 1949. La ligne devint alors l'une des moins utilisées du réseau entier de la S-Bahn de Berlin. En conséquence, les trains furent limités jusqu'à la gare de Jungfernheide, et, pour la plupart, des véhicules plus anciens des séries ET 168 et ET 165 étaient utilisés, circulant généralement à un intervalle de 20 minutes avec entre 30 et 40 passagers.

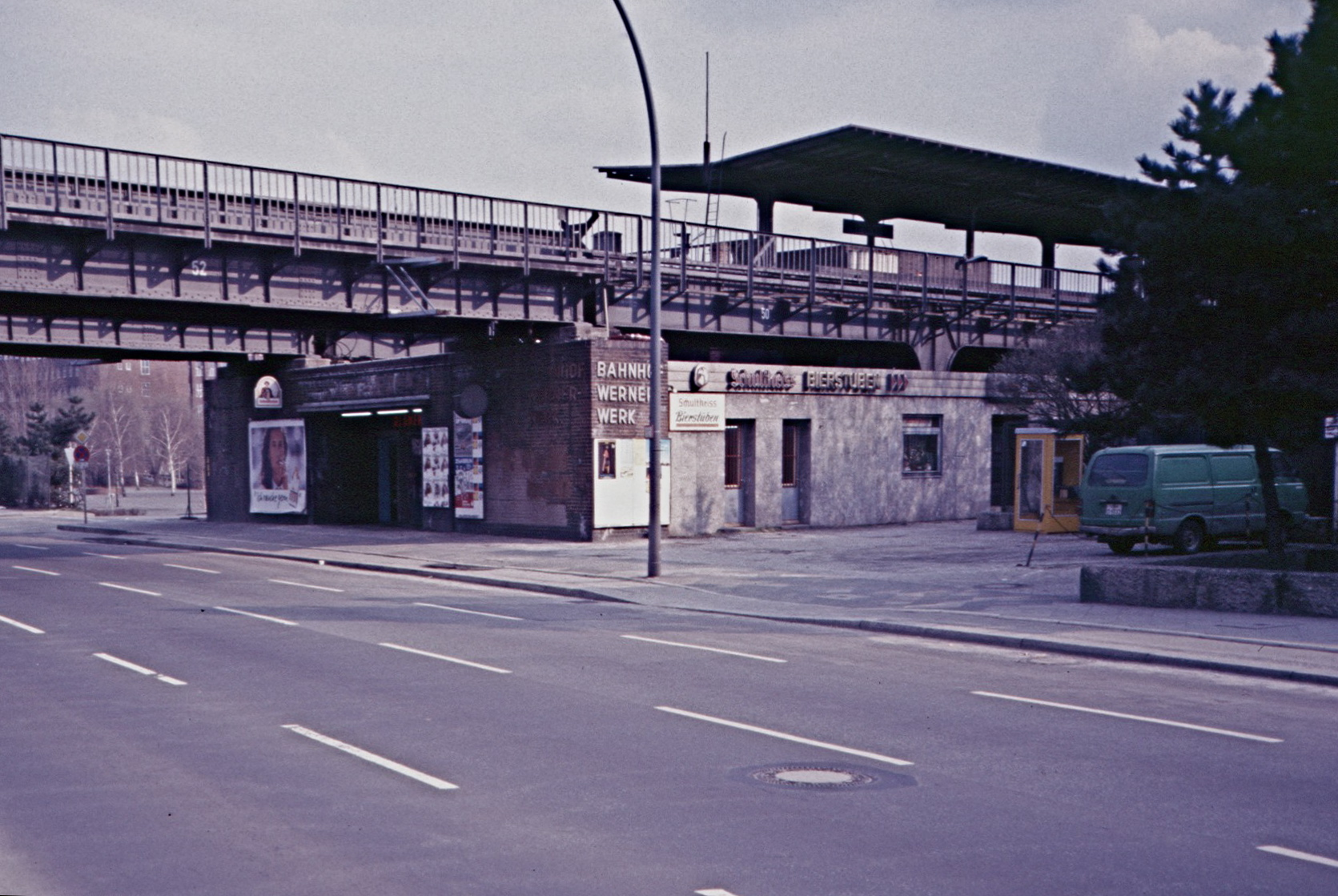
Gare de Wernerwerk, 1987
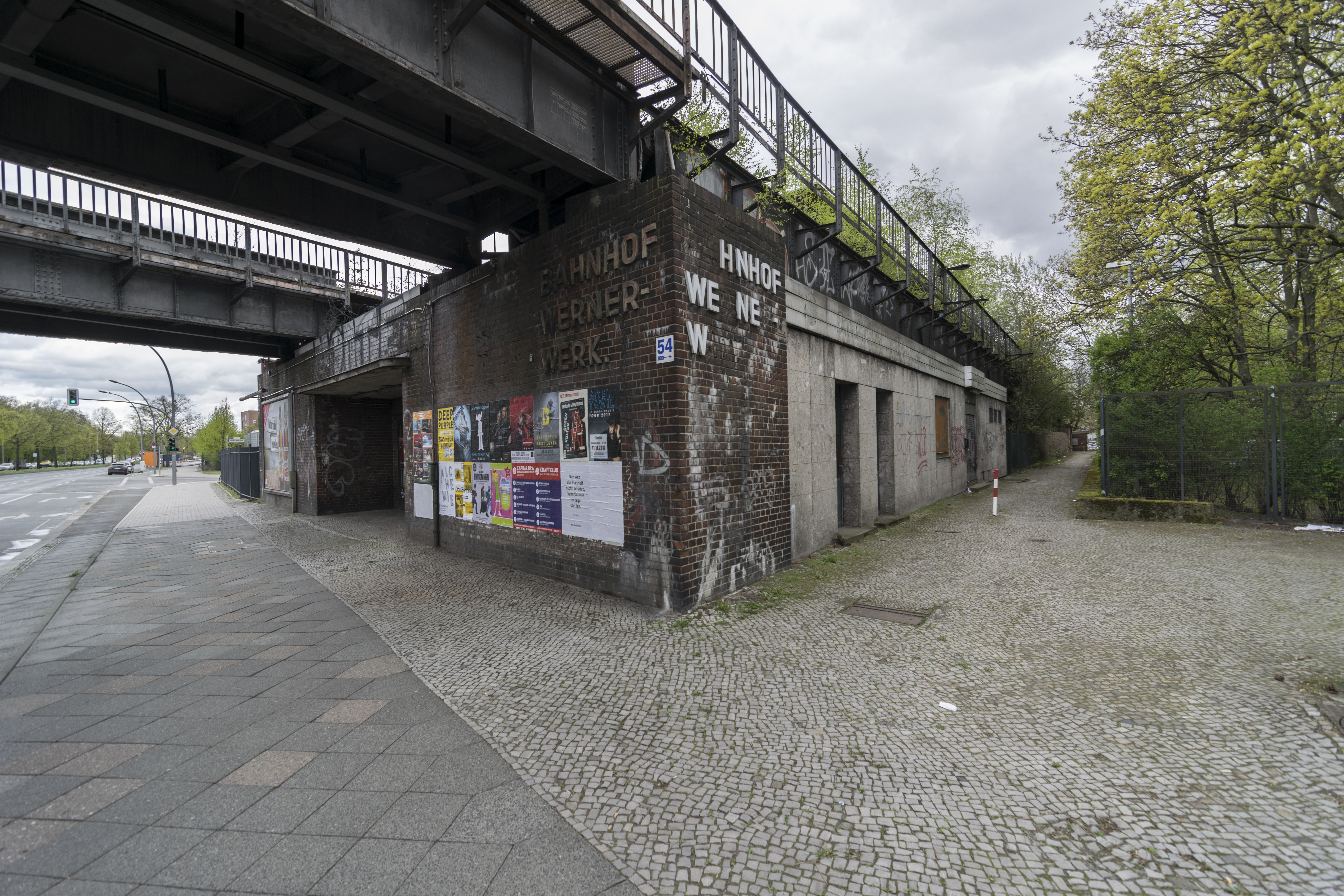
Gare de Wernerwerk, 2017
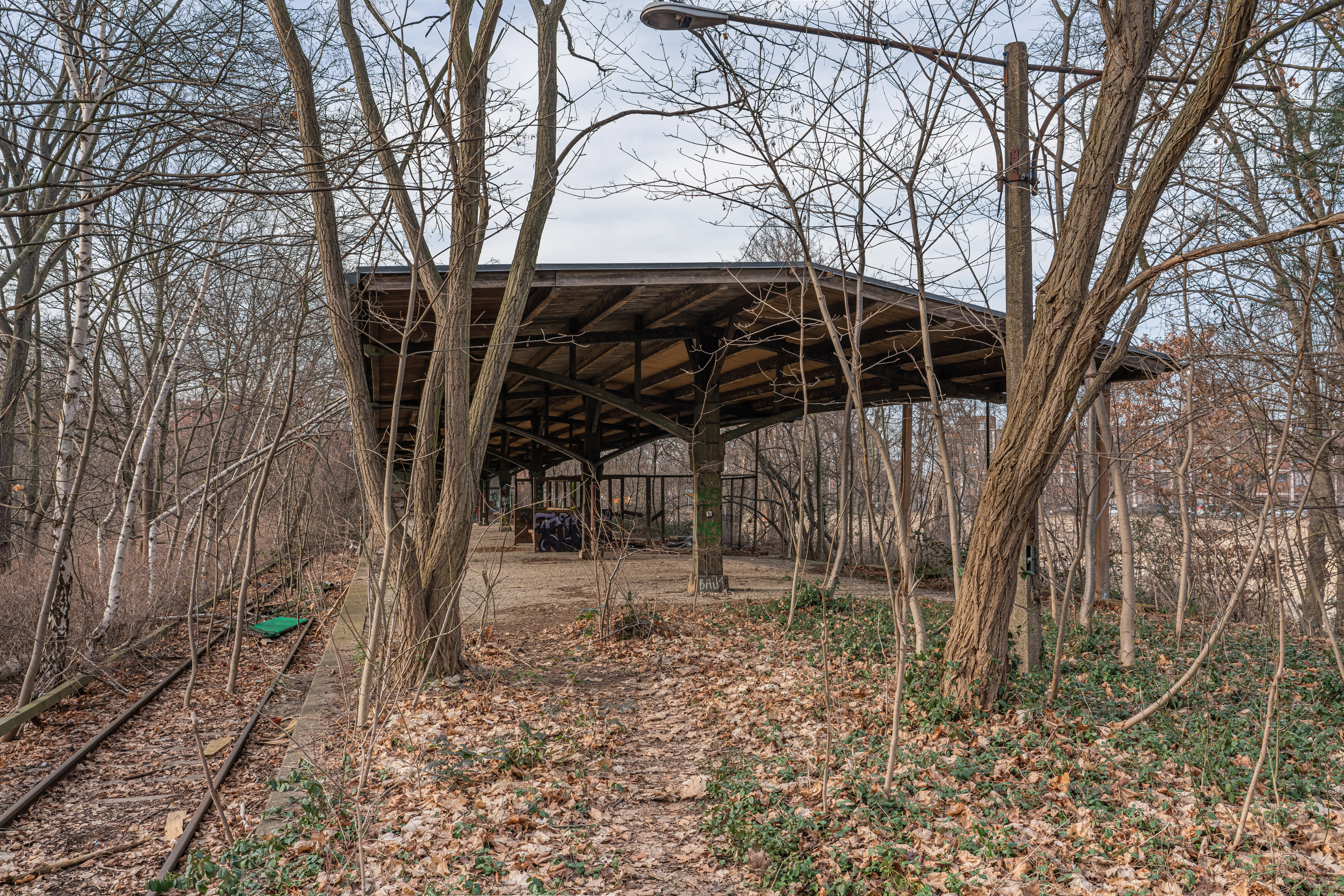
Gare de Gartenfeld, quai
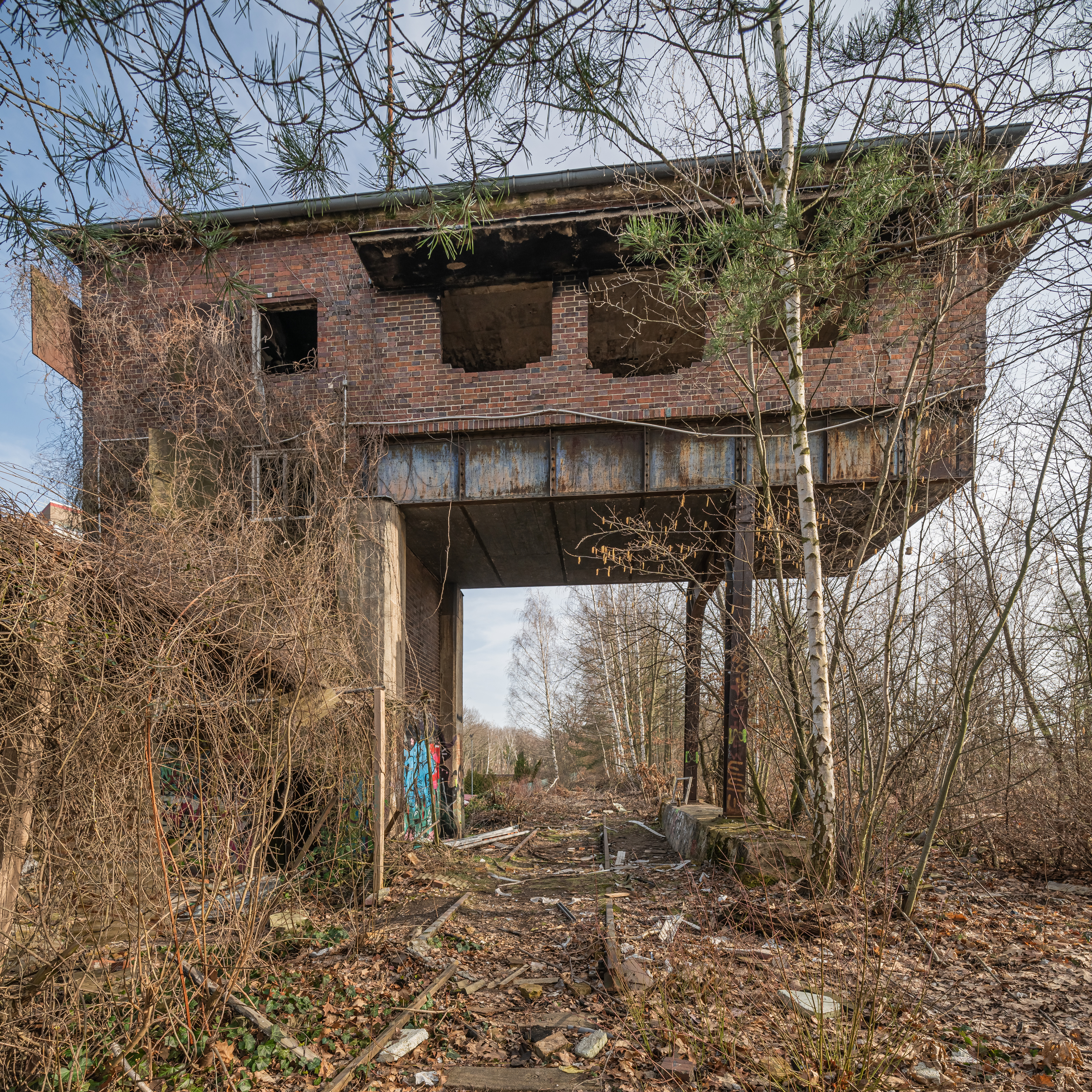
Poste d'aiguillage en ruine près de la gare de Gartenfeld
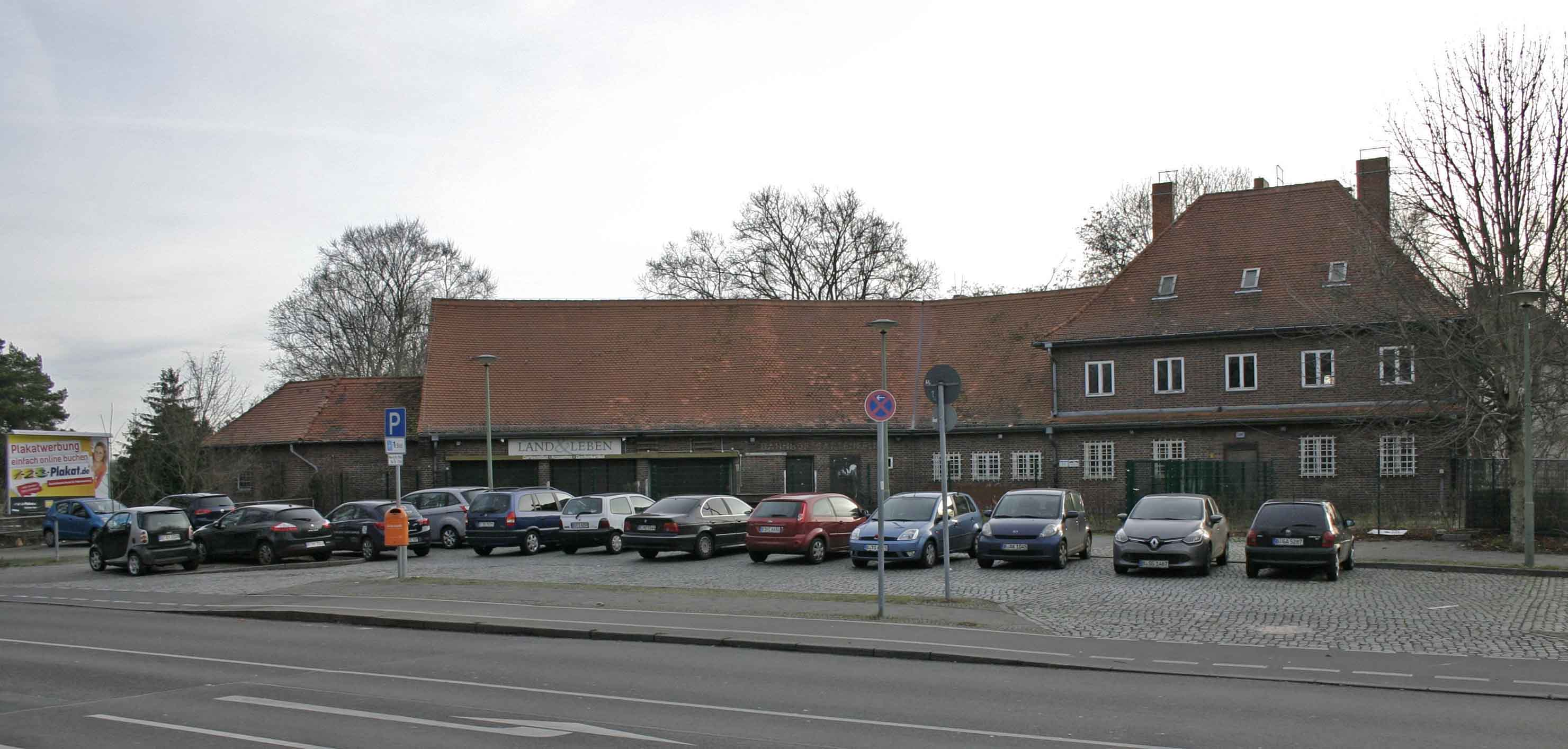
Bâtiment d'accueil de la gare terminus Gartenfeld, en 2015, alors utilisé comme jardinerie
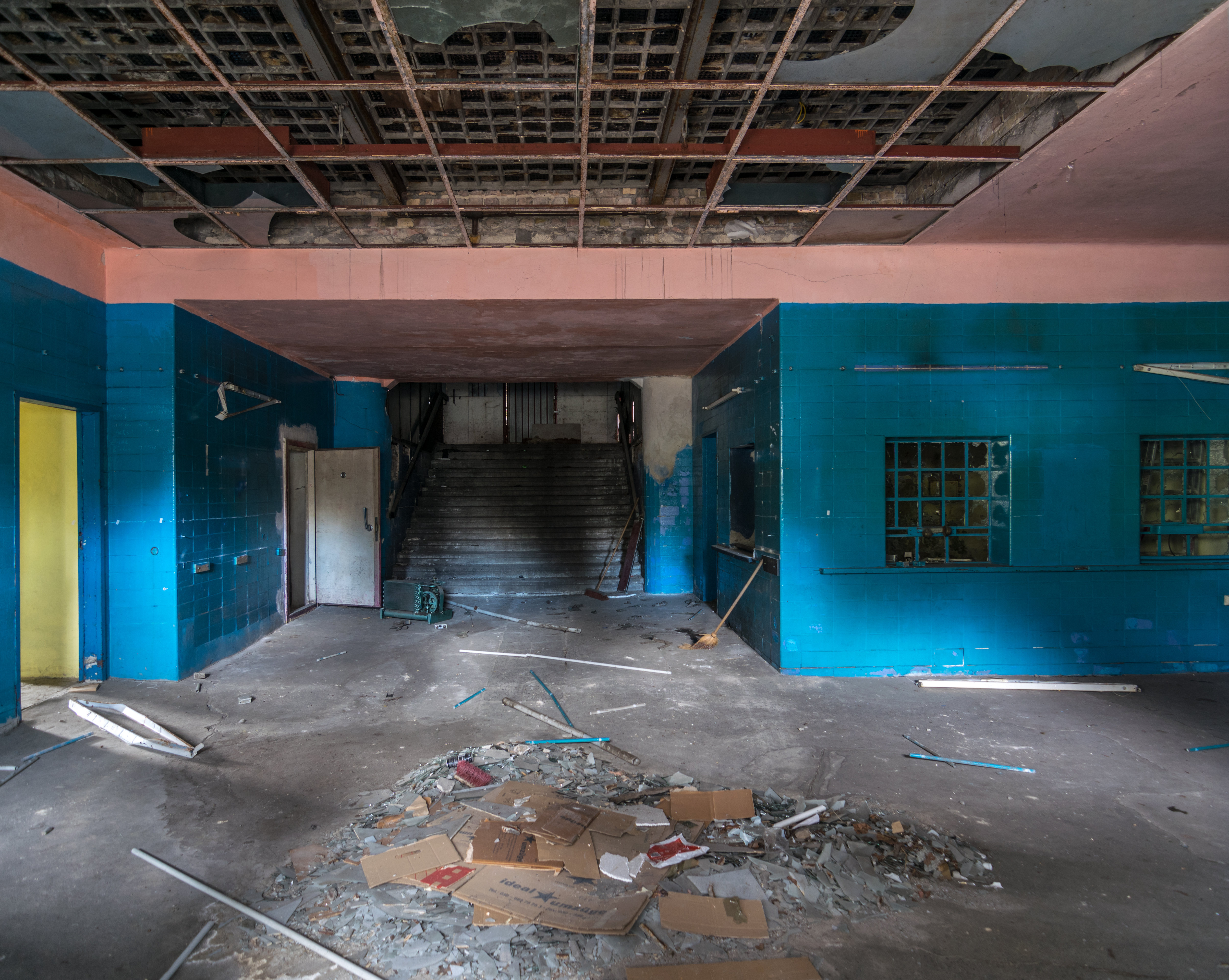
Gare de Wernerwerk, accès Siemensdamm
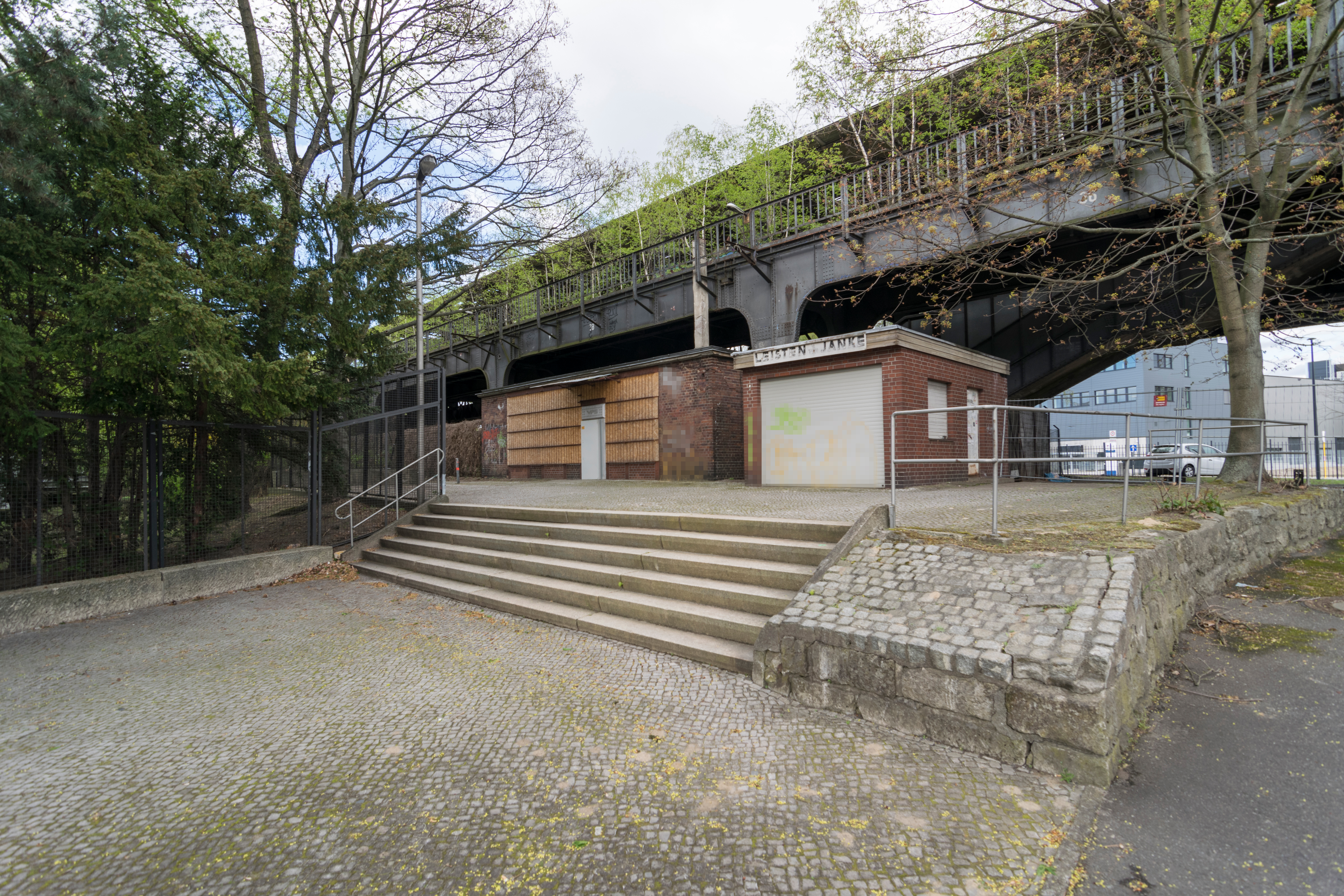
Gare de Wernerwerk, sortie d'usine
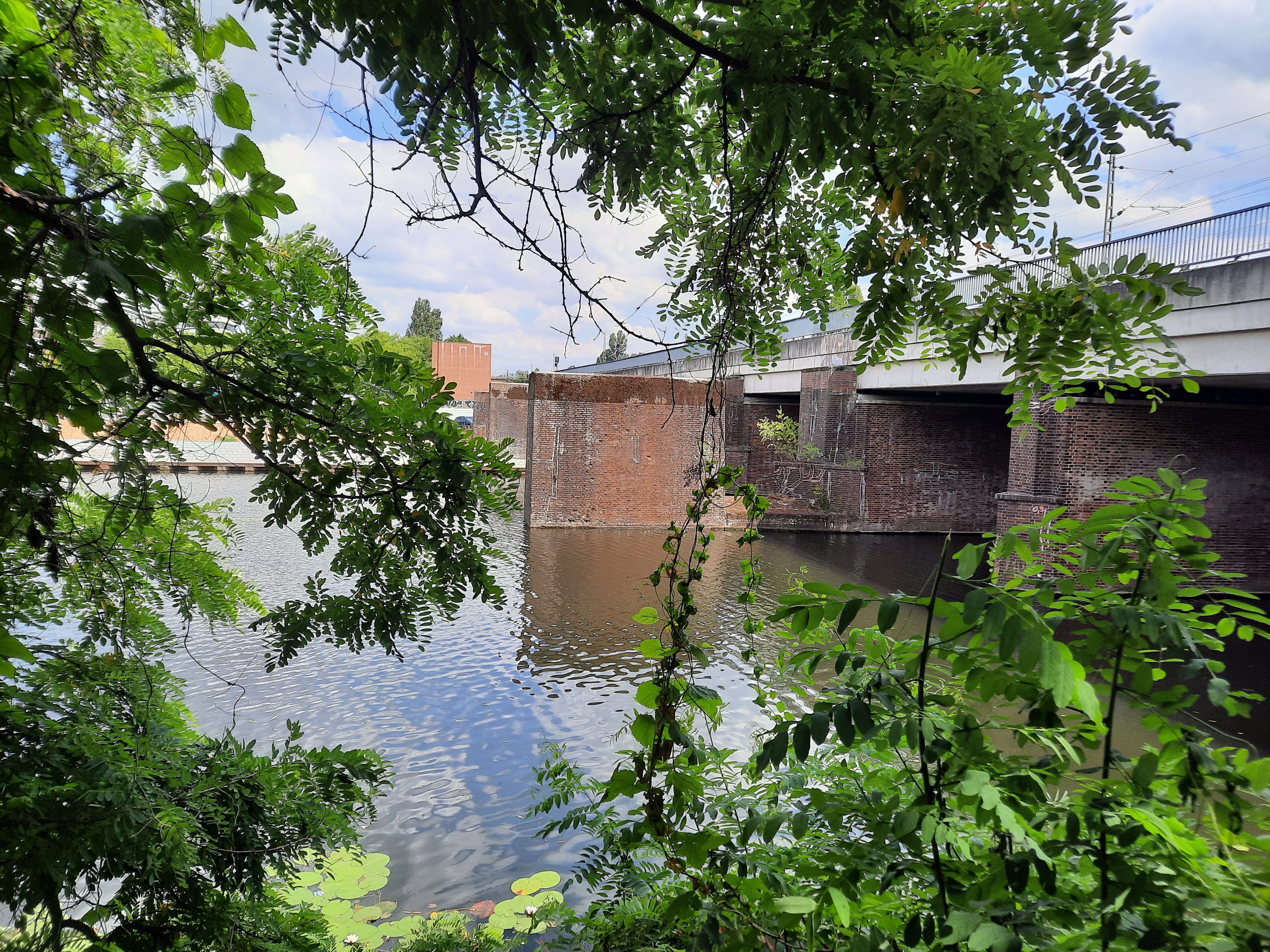
Pile du pont de la Siemensbahn au-dessus de la Spree à la gare de Jungfernheide
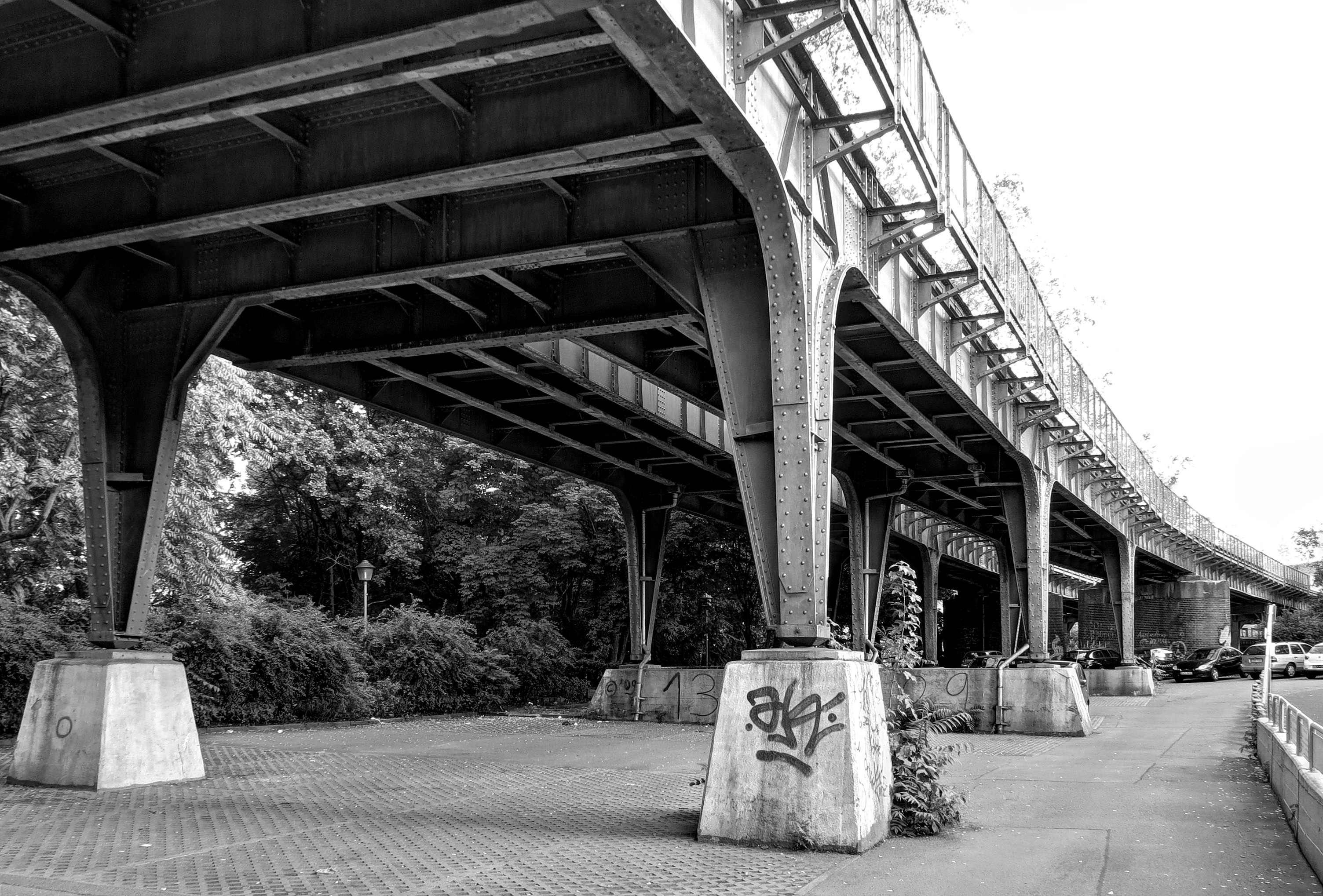
Viaduc sur le Popitzweg

## Après la fin du trafic
Après la grève des cheminots du Reich en septembre 1980, le trafic de la S-Bahn fut interrompu. La Siemensstadt disposait, avec les stations Siemensdamm et Rohrdamm de la ligne de ligne U7 ouvertes en octobre 1980, d'une alternative aux gares de Wernerwerk et Siemensstadt. Cependant, pour cette ligne de S-Bahn, aucune procédure officielle de fermeture selon l'article 11 de la Loi générale sur les chemins de fer n'a jamais été initiée.
En août 1995, la section de ligne entre la frontière du district de Spandau et la gare de Gartenfeld a été mise sous protection monumentale. En 2005, lors de la reconstruction de l'Écluse de Charlottenburg, la Spree a été déplacée, entraînant le démantèlement partiel du remblai ferroviaire entre la bifurcation de la ligne de ceinture et la rive sud de la Spree, ainsi que la démolition du pont avant de la Spree. En 2007, le Sénat de Berlin s'est opposé à la demande de désaffectation du terrain ferroviaire auprès de l'Office fédéral des chemins de fer. Les négociations entre la Deutsche Regionaleisenbahn et l'ancienne DB Netz AG pour la reprise de l'Infrastructure entre Wernerwerk et Gartenfeld sont restées sans résultat en 2008.
Depuis l'arrêt du trafic de la S-Bahn, la DB Netz AG ou les districts de Spandau et Charlottenburg-Wilmersdorf, où se trouve la ligne, n'ont effectué que peu de travaux de maintenance sur les voies, le ballast et les gares en état de dégradation et de végétalisation. La Deutsche Bahn estimait ses coûts pour la sécurisation de la ligne à 500.000 euros par an. Plus tard, elle a chiffré les dépenses pour trois ans (2013–2015) à seulement 133.000 euros.
En 2014, l'architecte Rebecca Chestnutt-Niess a élaboré avec des étudiants des conceptions pour une réutilisation. Le projet intitulé Re-Urbanisation de la Siemensbahn comprenait l'aménagement d'une piscine sur une section de la ligne, le verdissement intentionnel du Viaduc et l'aménagement d'une piste pour piétons et cyclistes.

## Réactivation et extension
Dans le plan d'utilisation des sols de Berlin de novembre 2017, la Siemensbahn est toujours incluse. Elle devrait pouvoir être prolongée au-delà de Gartenfeld via la Daumstraße (dans la Wasserstadt Oberhavel) jusqu'à Hakenfelde. Dans le cadre de la consultation publique précoce du projet de construction "Neues Gartenfeld", l'administration sénatoriale compétente a également présenté un tracé alternatif. Ce dernier prévoyait de construire la ligne sous terre sur l'île de Gartenfeld, de la faire passer au nord du Rohrbruchteich jusqu'à la Daumstraße et de déplacer la station prévue sur l'île. Les coûts de la réactivation n'avaient pas encore été estimés à l'époque.
Après que Siemens AG ait décidé en 2018 de construire un Campus de recherche dans la Siemensstadt, le groupe et le Sénat se sont prononcés pour la réactivation de la Siemensbahn,. En juin 2019, la Deutsche Bahn et le Sénat ont signé un accord de financement pour des travaux de planification anticipés d'une valeur de 2,3 millions d'euros. À la fin de 2019, la DB Netz AG a lancé un appel d'offres européen pour la réalisation d'une étude de faisabilité pour la deuxième phase de construction Gartenfeld – Hakenfelde. Cette étude devait présenter différents tracés pour une extension de ligne à deux voies conçue pour une vitesse maximale de 100 km/h, avec des arrêts intermédiaires à "Gartenfeld", "Wasserstadt Oberhavel" et "Hakenfelde". La reconstruction a ensuite été incluse dans le projet de transport i2030 des Länder de Berlin et Brandenburg et de la DB AG.
Au début de 2020, des travaux de végétation ont été réalisés pour libérer la ligne afin de pouvoir mesurer les installations existantes, effectuer des études de sol et des cartographies environnementales. Le viaduc entre la Spree et le Popitzweg est calculé statiquement pour évaluer sa future utilisation. En septembre 2020, les premières actions de construction ont commencé avec le démontage des anciennes traverses et rails ainsi que la préparation des investigations sur les anciennes structures de pont.
Fin octobre 2020, le Land de Berlin et la Deutsche Bahn ont signé un accord de financement pour la planification préliminaire, la planification détaillée et la planification d'approbation pour environ 30 millions d'euros. Ces fonds sont destinés à la planification jusqu'à l'achèvement de la planification d'approbation, qui servira de base au procédure d'approbation des plans. En août 2021, une estimation grossière des coûts de la Deutsche Bahn a été rendue publique, évaluant le coût de la reconstruction à 320 millions d'euros, dont 258 millions pour les coûts de construction et 62 millions pour les coûts de planification, sans compter les coûts des gares. La fin de la planification globale est prévue pour mi-2026. Une réouverture jusqu'à Gartenfeld est prévue pour l'automne 2029.
Alors que la réhabilitation des installations existantes ne nécessite pas de procédure d'approbation, les nouvelles installations doivent être soumises à une Procédure d'approbation des plans. Cela inclut la troisième voie du quai à la gare de S-Bahn de Jungfernheide, les ponts sur la Spree, l'ouvrage de croisement avec la Ringbahn et une installation de remisage à quatre voies couverte entre Siemensstadt et Gartenfeld.